# あっぱれ!日本一
『あっぱれ!日本一』（あっぱれ にほんいち）は、テレビ東京系列局とBSジャパンで放送されていたバラエティ番組である。テレビ東京とBSジャパンの共同製作。製作局のテレビ東京では2000年12月13日から2001年9月19日まで、毎週水曜 20:00 - 20:54 （日本標準時）に放送。
日本中にあるあらゆる分野の「日本一」と、それに携わる「あっぱれさん」たちを紹介していた。

## 出演者

### 総合司会
- 堺正章
- 田中裕二（爆笑問題）
- 太田光（爆笑問題）

### アシスタント
- 乾貴美子

### 解答者
- ガッツ石松
- 榊原郁恵
- トミーズ雅
- 間寛平
- ほか

## 放送局
| 放送対象地域   | 放送局         | 系列           | 放送日時           | 備考          |
| -------------- | -------------- | -------------- | ------------------ | ------------- |
| 日本全域       | BSジャパン     | BSデジタル放送 | 土曜 19:00 - 19:54 | 4日先行ネット |
| 関東広域圏     | テレビ東京     | テレビ東京系列 | 水曜 20:00 - 20:54 | 製作局        |
| 北海道         | テレビ北海道   | テレビ東京系列 | 水曜 20:00 - 20:54 | 同時ネット    |
| 愛知県         | テレビ愛知     | テレビ東京系列 | 水曜 20:00 - 20:54 | 同時ネット    |
| 大阪府         | テレビ大阪     | テレビ東京系列 | 水曜 20:00 - 20:54 | 同時ネット    |
| 岡山県・香川県 | テレビせとうち | テレビ東京系列 | 水曜 20:00 - 20:54 | 同時ネット    |
| 福岡県         | TXN九州        | テレビ東京系列 | 水曜 20:00 - 20:54 | 同時ネット    |